# Patojärvi (sjö i Kuhmo, Kajanaland)
Patojärvi är en sjö i kommunen Kuhmo i landskapet Kajanaland i Finland. Sjön ligger 173,6 meter över havet. Den är 16,31 meter djup. Arean är 1,44 kvadratkilometer och strandlinjen är 12,52 kilometer lång. Sjön  ingår i Uleälvens huvudavrinningsområde.   Den ligger omkring 91 kilometer öster om Kajana och omkring 530 kilometer nordöst om Helsingfors. 
I sjön finns öarna Tulisaari, Painosaari, Peltosaari och Kitinsaari. 